# 余島義豊
余島義豊（よしま よしと）は日本の財務官僚。四国財務局長などを務めた。

## 来歴
香川県の小豆島出身。土庄町立土庄中学校、香川県立土庄高等学校までは島内で過ごした。中高時代は剣道部に所属。高校3年次に三段を取得した。和歌山大学経済短期大学部卒業。
1976年 近畿財務局入局。1981年4月より大蔵省主計局にて勤務。
主計局総務課長補佐（予算総括）兼主計局法規課公会計室課長補佐、主計局総務課長補佐（予算総括一・二・三）を務め、2007年7月1日 旭川財務事務所長。2008年7月1日 会計センター総務室長。2010年7月1日 財務省主計局給与共済課給与調査官。2011年7月8日 主計局総務課主計企画官。2012年3月28日 主計局総務課主計企画官兼主計局総務課主計事務管理室長。
同年7月13日 主計局主計官（総務課（予算総括担当））。予算の原案をつくる。2015年7月14日 主計局司計課長兼会計センター次長。2016年6月17日 四国財務局長兼財務総合政策研究所四国研修支所長。2017年7月7日 預金保険機構監査室長。2018年3月1日 退官。
同年6月6日 大樹総研特別研究員。

## 略歴
- 1976年4月：近畿財務局入局。
- 1981年4月：大蔵省主計局。
- 2003年7月：財務省主計局主計官補佐（経済協力第二係主査）[6]。
- 2004年7月：主計局司計課長補佐（司計一） 兼 主計局法規課公会計室課長補佐[7]。
- 2005年7月：主計局総務課長補佐（予算総括） 兼 主計局法規課公会計室課長補佐[3]。
- 2006年7月：主計局総務課長補佐（予算総括一・二・三）[4]。
- 2007年7月1日：旭川財務事務所長。
- 2008年7月1日：会計センター総務室長。
- 2010年7月1日：主計局給与共済課給与調査官。
- 2011年7月8日：主計局総務課主計企画官。
- 2012年3月28日：主計局総務課主計企画官 兼 主計局総務課主計事務管理室長。
- 2012年7月13日：主計局主計官（総務課（予算総括担当））。
- 2015年7月14日：主計局司計課長 兼 会計センター次長。
- 2016年6月17日：四国財務局長 兼 財務総合政策研究所四国研修支所長。
- 2017年7月7日 預金保険機構監査室長。
- 2018年3月1日 退官。